# Olympische Sommerspiele 1972/Leichtathletik – Dreisprung (Männer)
Der Dreisprung der Männer bei den Olympischen Spielen 1972 in München wurde am 3. und 4. September 1972 im Olympiastadion München ausgetragen. 36 Athleten nahmen teil.
Olympiasieger wurde Wiktor Sanejew aus der Sowjetunion. Die Silbermedaille gewann Jörg Drehmel aus der DDR, Bronze ging an den Brasilianer Nelson Prudêncio.
Neben dem Silbermedaillengewinner startete für die DDR außerdem Heinz-Günter Schenk, der in der Qualifikation ausschied.

Springer aus der Bundesrepublik Deutschland (offiziell Deutschland), der Schweiz, Österreich und Liechtenstein nahmen nicht teil.

## Bestehende Rekorde
| Weltrekord         | 17,40 m | Pedro Pérez ( Kuba)           | Cali, Kolumbien                | 5. August 1971   |
| Olympischer Rekord | 17,39 m | Wiktor Sanejew ( Sowjetunion) | Finale OS Mexiko-Stadt, Mexiko | 17. Oktober 1968 |

Der bestehende olympische Rekord wurde bei diesen Spielen nicht erreicht. Der weiteste reguläre Sprung gelang dem Silbermedaillengewinner Jörg Drehmel im Finale mit 17,31 m. Damit lag er acht Zentimeter unter dem Olympia- und neun Zentimeter unter dem Weltrekord. Beim weitesten Sprung der Konkurrenz von 17,35 m, mit dem Wiktor Sanejew Olympiasieger wurde, gab es mit 2,2 m/s eine um 0,2 m/s zu starke Windunterstützung, womit die Leistung nicht bestenlistenreif war. Aber auch damit lag der Olympiasieger unterhalb des bestehenden olympischen Rekords.

## Durchführung des Wettbewerbs
Die Springer traten am 3. September in zwei Gruppen zu einer Qualifikationsrunde an. Zwölf von ihnen – hellblau unterlegt – übertrafen die direkte Finalqualifikationsweite von 16,20 m. Damit war die Mindestanzahl von zwölf Finalteilnehmern exakt erreicht.
Im Finale am 4. September hatte jeder Athlet zunächst drei Versuche. Den besten acht Wettbewerbern standen anschließend weitere drei Sprünge zu.

## Zeitplan
3. September, 10:00 Uhr: Qualifikation

4. September, 16:00 Uhr: Finale

## Legende
Kurze Übersicht zur Bedeutung der Symbolik – so üblicherweise auch in sonstigen Veröffentlichungen verwendet:
| – | verzichtet                                 |
| x | ungültig                                   |
| w | Windunterstützung über dem zulässigen Wert |

## Qualifikation
Datum: 3. September 1972, ab 10:00 Uhr

### Gruppe A

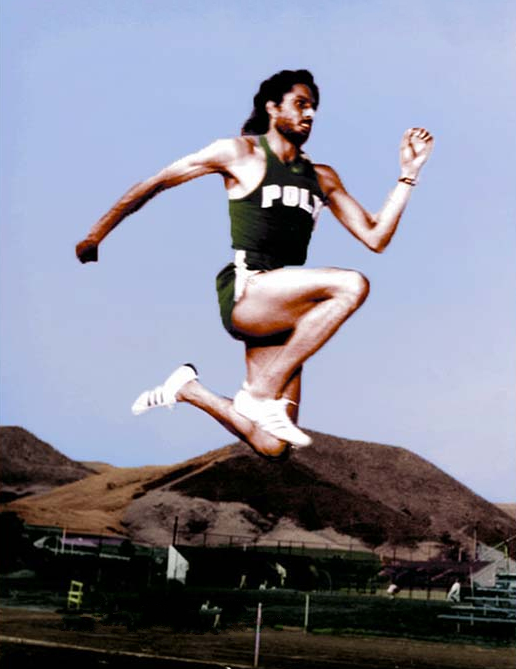
Mohinder Singh Gill blieb in der Qualifikation ohne gültigen Versuch

| Platz | Name                | Nation        | 1. Versuch | 2. Versuch | 3. Versuch | Weite   |
| ----- | ------------------- | ------------- | ---------- | ---------- | ---------- | ------- |
| 1     | Jörg Drehmel        | DDR           | 16,57 m    | –          | –          | 16,57 m |
| 2     | Mansour Dia         | Senegal       | 16,55 m    | –          | –          | 16,55 m |
| 3     | Carol Corbu         | Rumänien      | 15,59 m    | 15,92 m    | 16,51 m    | 16,51 m |
| 4     | Toshiaki Inoue      | Japan         | 16,01 m    | 16,19 m    | 16,49 m    | 16,49 m |
| 5     | Kristen Fløgstad    | Norwegen      | x          | 16,41 m    | –          | 16,41 m |
| 6     | Samuel Igun         | Nigeria       | 15,19 m    | x          | 16,33 m    | 16,33 m |
| 7     | Michail Bariban     | Sowjetunion   | 16,09 m    | 16,12 m    | 16,26 m    | 16,26 m |
| 8     | Bernard Lamitié     | Frankreich    | 16,24 m    | –          | –          | 16,24 m |
| 9     | Gennadi Bessonow    | Sowjetunion   | 16,10 m    | 15,95 m    | 16,18 m    | 16,18 m |
| 10    | Esa Rinne           | Finnland      | 15,49 m    | 15,98 m    | 15,76 m    | 15,98 m |
| 11    | Mick McGrath        | Australien    | 15,40 m    | 15,90 m    | 15,32 m    | 15,90 m |
| 12    | Johnson Amoah       | Ghana         | 15,84 m    | 15,79 m    | 15,69      | 15,84 m |
| 13    | Milan Spasojević    | Jugoslawien   | 15,63 m    | 15,69 m    | 15,33 m    | 15,69 m |
| 14    | Yukito Muraki       | Japan         | 15,53 m    | 15,59 m    | x          | 15,59 m |
| 15    | Dave Smith          | USA           | x          | 14,55 m    | x          | 14,55 m |
| 16    | Ghazi Saleh Marzouk | Saudi-Arabien | 13,82 m    | 13,41 m    | 13,51 m    | 13,82 m |
| 17    | Martin Matupi       | Malawi        | 13,57 m    | x          | 13,34 m    | 13,57 m |
| NM    | Henry Jackson       | Jamaika       | x          | x          | x          | ogV     |
| NM    | Mohinder Singh Gill | Indien        | x          | x          | x          | ogV     |

### Gruppe B
| Platz | Name                | Nation           | 1. Versuch | 2. Versuch | 3. Versuch | Weite   |
| ----- | ------------------- | ---------------- | ---------- | ---------- | ---------- | ------- |
| 1     | Wiktor Sanejew      | Sowjetunion      | 16,85 m    | –          | –          | 16,85 m |
| 2     | Michał Joachimowski | Polen            | 16,43 m    | –          | –          | 16,43 m |
| 3     | Nelson Prudêncio    | Brasilien        | x          | x          | 16,42 m    | 16,42 m |
| 4     | John Craft          | USA              | 15,78 m    | 16,09 m    | 16,32 m    | 16,32 m |
| 5     | Gábor Katona        | Ungarn           | 16,19 m    | 15,43 m    | 14,89 m    | 16,19 m |
| 6     | Kosei Gushiken      | Japan            | 16,19 m    | x          | x          | 16,19 m |
| 7     | Giuseppe Gentile    | Italien          | 15,79 m    | x          | 16,04 m    | 16,04 m |
| 8     | Václav Fišer        | Tschechoslowakei | 15,96 m    | 15,75 m    | 15,75 m    | 15,96 m |
| 9     | Heinz-Günter Schenk | DDR              | 15,54 m    | 15,91 m    | 15,41 m    | 15,91 m |
| 10    | Abraham Munabi      | Uganda           | 14,72 m    | 15,82 m    | x          | 15,82 m |
| 11    | Moise Pomaney       | Ghana            | 15,72 m    | 15,18 m    | 15,31 m    | 15,72 m |
| 12    | Pedro Pérez         | Kuba             | 15,72 m    | 14,85 m    | x          | 15,72 m |
| 13    | Tim Barrett         | Bahamas          | 15,51 m    | 15,43 m    | x          | 15,51 m |
| 14    | Wilfredo Maisonave  | Puerto Rico      | 14,07 m    | 14,77 m    | 15,38 m    | 15,38 m |
| 15    | Art Walker          | USA              | x          | 15,29 m    | x          | 15,29 m |
| 16    | Patrick Onyango     | Kenia            | x          | x          | 14,74 m    | 14,74 m |
| 17    | Chen Ming-chi       | Taiwan           | x          | 14,73 m    | 14,11 m    | 14,73 m |
| DNS   | Martin Adouna       | Togo             |            |            |            |         |
| DNS   | Christoph Chodaton  | Dahomey          |            |            |            |         |

## Finale
Datum: 4. September 1972, 16:00 Uhr
| Platz | Name                | Nation      | 1. Versuch (m) Wind (m/s) | 2. Versuch (m) Wind (m/s) | 3. Versuch (m) Wind (m/s) | 4. Versuch (m) Wind (m/s)                | 5. Versuch (m) Wind (m/s)                | 6. Versuch (m) Wind (m/s)                | Resultat (m) |
| 1     | Wiktor Sanejew      | Sowjetunion | 17,35 / +2,2              | 16,71 / −1,2              | 17,19 / −0,3              | x                                        | 16,98 / +2,3                             | x                                        | 17,35 w      |
| 2     | Jörg Drehmel        | DDR         | x                         | 17,02 / +0,2              | x                         | x                                        | 17,31 / +1,5                             | 15,34 / +2,6                             | 17,3100      |
| 3     | Nelson Prudêncio    | Brasilien   | 16,87 / ±0,0              | 16,61 / +0,5              | 16,35 / −0,6              | 16,88 / +2,7                             | 17,05 / +1,4                             | x                                        | 17,0500      |
| 4     | Carol Corbu         | Rumänien    | 16,62 / ±0,0              | 16,85 / +3,2              | 16,40 / +0,5              | x                                        | 13,72 / +0,7                             | x                                        | 16,85 w      |
| 5     | John Craft          | USA         | 16,77 / +0,4              | 16,75 / +1,4              | 16,83 / +1,9              | 16,26 / +1,7                             | x                                        | x                                        | 16,8300      |
| 6     | Mansour Dia         | Senegal     | 16,77 / +0,3              | 16,83 / +2,4              | x                         | x                                        | 16,15 / +0,9                             | x                                        | 16,83 w      |
| 7     | Michał Joachimowski | Polen       | 16,69 / +1,4              | x                         | 14,62 / +1,6              | 14,98 / +0,2                             | x                                        | x                                        | 16,6900      |
| 8     | Kristen Fløgstad    | Norwegen    | x                         | 16,44 / ±0,0              | x                         | x                                        | 15,97 / +1,9                             | x                                        | 16,4400      |
|       |                     |             |                           |                           |                           |                                          |                                          |                                          |              |
| 9     | Michail Bariban     | Sowjetunion | x                         | 16,30 / +1,6              | 15,96 / +1.0              | nicht im Finale der besten acht Springer | nicht im Finale der besten acht Springer | nicht im Finale der besten acht Springer | 16,3000      |
| 10    | Bernard Lamitié     | Frankreich  | 16,22 / +1,0              | 15,88 / +0,2              | 16,27 / +4,0              | nicht im Finale der besten acht Springer | nicht im Finale der besten acht Springer | nicht im Finale der besten acht Springer | 16,27 w      |
| 11    | Samuel Igun         | Nigeria     | x                         | 15,79 / +0,3              | 16,03 / +1,2              | nicht im Finale der besten acht Springer | nicht im Finale der besten acht Springer | nicht im Finale der besten acht Springer | 16,0300      |
| 12    | Toshiaki Inoue      | Japan       | 15,88 / +1,7              | x                         | x                         | nicht im Finale der besten acht Springer | nicht im Finale der besten acht Springer | nicht im Finale der besten acht Springer | 15,8800      |

Der amtierende Europameister Jörg Drehmel und der Olympiasieger von 1968 Wiktor Sanejew traten als Favoriten an, besonders da der kubanische Weltrekordler Pedro Pérez in der Qualifikation scheiterte. Auch der Silbermedaillengewinner von Mexiko-Stadt, der Brasilianer Nelson Prudêncio, war wieder am Start und erreichte im Gegensatz zu Pérez das Finale.
Im Finale war nach den ersten beiden Runden die Medaillenvergabe entschieden. Sanejew lag mit windunterstützten 17,35 m in Führung, Drehmel mit 17,02 m auf Rang zwei. Prudêncio war mit 16,87 m Dritter. Drehmel kam im fünften Durchgang bis auf vier Zentimeter an Sanejew heran, konnte sich jedoch im letzten Versuch nicht weiter steigern. Dies gelang zwar Prudêncio mit einer Weite von 17,05 m, was allerdings die Platzierungen auf den Medaillenrängen nicht veränderte. Vierter wurde der Rumäne Carol Corbu, EM-Dritter von 1971, mit 16,85 m. Zur Ermittlung von Rang fünf und sechs musste die drittbeste Weite der beiden betreffenden Springer herangezogen werden. Der US-Amerikaner John Craft und Mansour Dia aus dem Senegal hatten als Bestweite 16,83 m zu Buche stehen. Beide hatten zudem als zweitbeste Weite 16,77 m aufzuweisen. Bei der drittbesten Weite lag Craft mit 16,75 m vor Dia mit 16,15 m.
Jörg Drehmel gewann die erste deutsche Medaille im Dreisprung.

Wiktor Sanejew – dargestellt auf einer Briefmarke – wiederholte seinen Olympiasieg von 1968
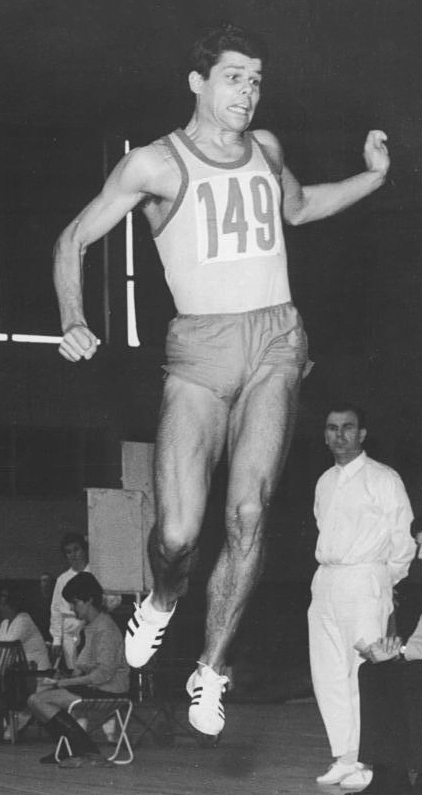
Europameister Jörg Drehmel gewann die Silbermedaille
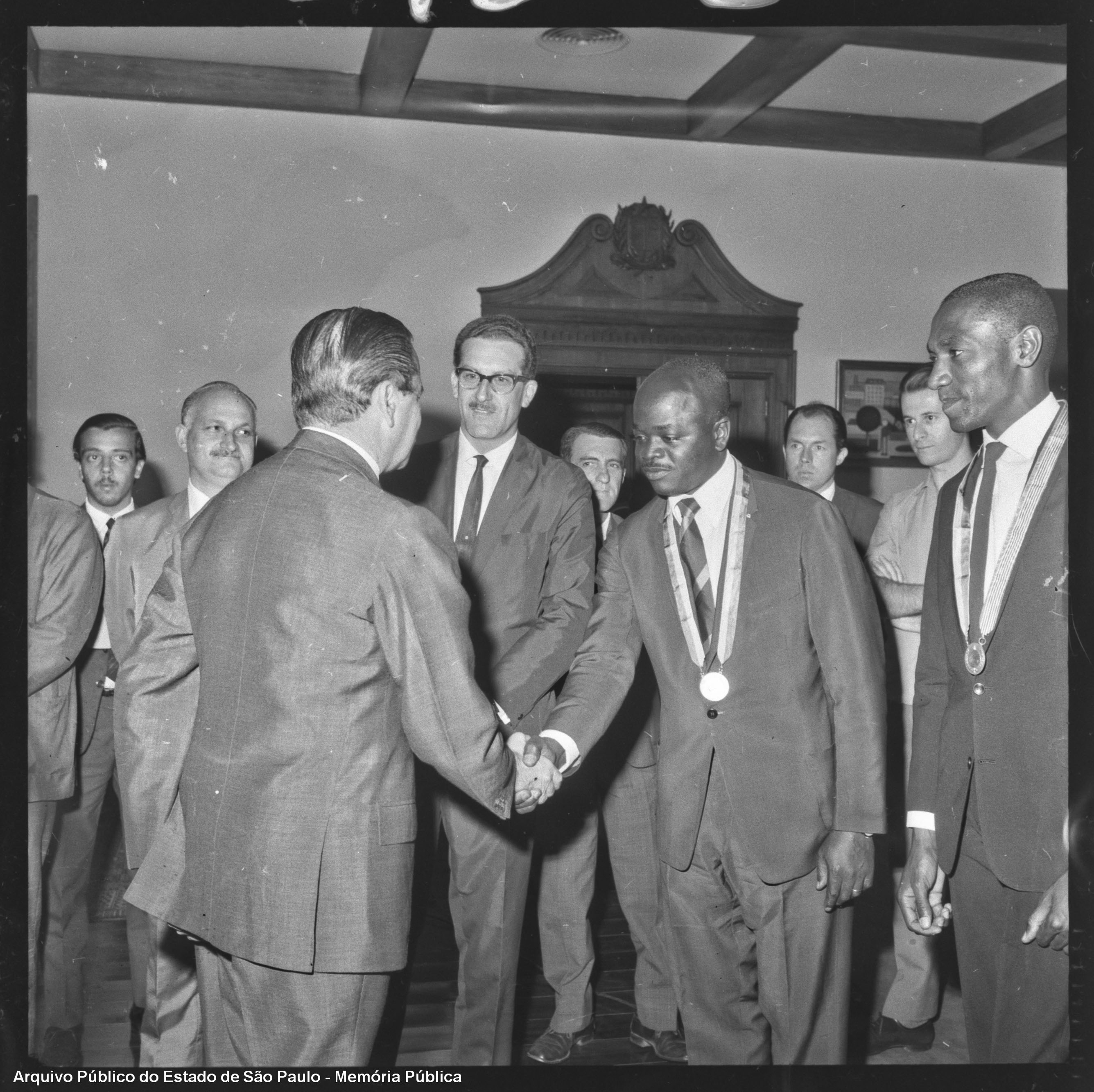
Der Silbermedaillengewinner von 1968 Nelson Prudêncio – hier bei einer Ehrung – gewann mit Bronze wieder eine Medaille
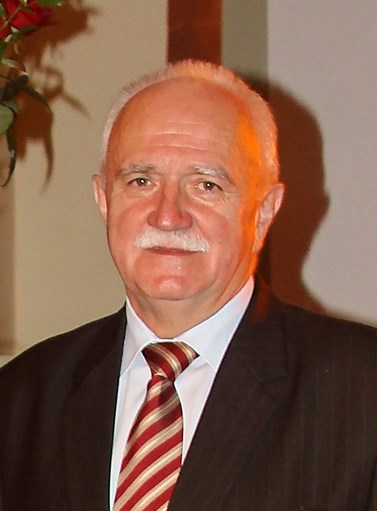
Rang sieben für Michał Joachimowski (hier im Jahr 2010)